# Garckea
Garckea là một chi rêu trong họ Ditrichaceae.